# Стража (Луковиця)
Стража (словен. Straža) — поселення в общині Луковиця, Осреднєсловенський регіон, Словенія. 
Висота над рівнем моря: 498,3 м.